# Carpodacus verreauxii
A Carpodacus verreauxii a madarak osztályának verébalakúak (Passeriformes) rendjébe és a pintyfélék (Fringillidae) családjába tartozó faj.

## Rendszerezése
A fajt Armand David és Émile Oustalet írták le 1877-ben, a Propasser nembe Propasser verreauxii néven.

## Előfordulása
Ázsia déli és délkeleti részén, Kína és Mianmar területén honos. Természetes élőhelyei a szubtrópusi vagy trópusi magaslati gyepek és cserjések. Magassági vonuló.

## Természetvédelmi helyzete
Az elterjedési területe nagyon nagy, egyedszáma pedig stabil. A Természetvédelmi Világszövetség Vörös listáján nem fenyegetett fajként szerepel.